# Cephalophyllum caespitosum
Cephalophyllum caespitosum är en isörtsväxtart som beskrevs av H. Hartmann. Cephalophyllum caespitosum ingår i släktet Cephalophyllum och familjen isörtsväxter. Inga underarter finns listade i Catalogue of Life.